# Gotse Deltsjevstadion
Het Gotse Deltsjevstadion (Macedonisch: Стадион Гоце Делчев, Stadion Goce Delčev) is een voetbalstadion in Prilep (Noord-Macedonië). Het is de thuisbasis van voetbalclubs FK Pobeda en FK 11 Oktomvri. Het stadion biedt plaats aan 15.000 toeschouwers, waarvan 5.684 zitplekken op één hoofdtribune. De andere zijden van het veld zijn omsloten door stenen terras, waar een kleine tienduizend extra supporters (staand) kunnen plaatsnemen. Het stadion was in 2000 en 2011 de locatie van de finale van de Macedonische voetbalbeker. Het stadion is vernoemd naar de Bulgaars-Macedonische verzetsstrijder Gotse Deltsjev.

## Interlands
Het Macedonisch voetbalelftal speelde enkele interlands in het stadion.
| 1 | 27 maart 1996    | Macedonië – Malta   | 1 – 0 | Vriendschappelijk | 3.000 |
| 2 | 26 april 2000    | Macedonië – Albanië | 1 – 0 | Vriendschappelijk | 3.000 |
| 3 | 17 april 2002    | Macedonië – Finland | 1 – 0 | Vriendschappelijk | 5.000 |
| 4 | 20 augustus 2003 | Macedonië – Albanië | 3 – 1 | Vriendschappelijk | 3.500 |
| 5 | 15 november 2011 | Macedonië – Albanië | 0 – 0 | Vriendschappelijk | 3.000 |